# Tony Crook
Anthony Crook (Manchester, 1920. február 26. – 2014. január 21.) brit autóversenyző.

## Pályafutása
1952-ben és 1953-ban rajthoz állt hazája világbajnoki Formula–1-es futamain. Az 52-es versenyen tíz kör hátrányban a győztes Alberto Ascari mögött a huszonegyedik helyen ért célba, az 53-as futamon egy kört sem teljesített az üzemanyagrendszer hibája miatt.
Pályafutása alatt részt vett több, a világbajnokság keretein kívül rendezett Formula–1-es futamon is.

## Eredményei

### Teljes Formula–1-es eredménylistája
(Táblázat értelmezése)

(Félkövér: pole-pozícióból indult; dőlt: leggyorsabb kört futott) 

| Év   | Csapat  | Modell          | Motor   | 1   | 2   | 3   | 4   | 5      | 6      | 7   | 8   | 9   | Helyezés | Pont |
| ---- | ------- | --------------- | ------- | --- | --- | --- | --- | ------ | ------ | --- | --- | --- | -------- | ---- |
| 1952 | Private | Frazer Nash 421 | Bristol | SUI | 500 | BEL | FRA | GBR 21 | GER    | NED | ITA |     | -        | 0    |
| 1953 | Private | Cooper T20      | Bristol | ARG | 500 | NED | BEL | FRA    | GBR Ki | GER | SUI | ITA | -        | 0    |

## Külső hivatkozások
- Profilja a grandprix.com honlapon (angolul)
- Profilja a statsf1.com honlapon (angolul)